# 청주 세심정
세심정은 충청북도 청주시 상당구에 있다. 2015년 4월 17일 청주시의 향토유적 제21호로 지정되었다.

## 개요
1646년 주일재 윤승임이 세운 정자이다.